# Szuhay család
A szentgyörgyszuhai és szuhafői Szuhay család ősi eredetű magyar köznemesi család.

## Eredete
A szentgyörgyszuhai és szuhafői Szuhay család a Csanád megyei Ajtony nemzetségből származó köznemesi família. 1278-ban már Gömörben is birtokos. Itt először Szuhára (Szentgyörgyszuha, ma: Alsószuha) kapnak királyi adományt, majd a XIII. század végén Zubogyot is megszerzik, donációval, illetve zálogba vétellel. Szuhafői birtoklásukra az 1500-as évek közepétől vannak adatok. A későbbiekben Alsószuha és Szuhafő mellett még Hubón is élnek, 1668-ban Szuhay Pált már helybelinek írják. Abaúj megyébe is elszármaznak, ahol Szuhay Gáspár (†1615) többek közt a Rákócziakhoz fűződő kapcsolatainak köszönhetően jelentős birtokállományra tesz szert. Az ő fia volt a rebellis Szuhay Mátyás (†1677), a korai kuruc-labanc küzdelmek közismert alakja.

## A család ismertebb tagjai
- Szuhay Gáspár (1606-1681) kuruc hadnagy, abaúji táblabíró
- Szuhay Mátyás (†1677) kuruc tiszt, abaúji táblabíró, országgyűlési követ
- Szuhay Lajos (sz. 1815) komáromi honvédszázados 1849-ben
- Szuhay Benedek (1862-1917) költő, református lelkész
- Szuhay József (1863-1910) vegyész, naprágyi birtokos, a korompai vasolvasztók igazgatója